# Ramón Rosa
Ramón Rosa Soto  (Tegucigalpa, 15 de julio de 1848 - Tegucigalpa, 28 de mayo de 1893) fue un destacado abogado, periodista, político y escritor liberal de la segunda mitad del siglo XIX. Fue el ideólogo de los cambios educativos de la Reforma Liberal en Guatemala entre 1873 y 1876 durante el gobierno del general Justo Rufino Barrios. Y después  el de la Reforma Liberal en Honduras, durante el gobierno de su primo, el doctor Marco Aurelio Soto, en donde fungió como Ministro General de Gobierno y estuvo asociado a las inversiones mineras de Soto.

## Biografía
Ramón Rosa, fue hijo de Juan José Soto e Isidora Rosa. Aprendió sus primeras letras con una famosa profesora, a quien más tarde retrató como personaje central en su obra La maestra escolástica. Se graduó de bachiller en filosofía en la Universidad Nacional de Tegucigalpa y seguidamente realizó sus estudios universitarios de jurisprudencia en la Facultad de Derecho y Notariado de la Pontificia Universidad de San Carlos Borromeo en Guatemala en donde fue compañero de quien sería su inseparable primo, Marco Aurelio Soto, del diplomático Antonio Batres Jáuregui y del futuro arzobispo de Guatemala, Ricardo Casanova y Estrada. En dicha institución recibió clases con el historiador y diplomático José Milla y Vidaurre y el expresidente de Colombia doctor Mariano Espina, quien había llegado desterrado a Guatemala.
Antes de ingresar a la universidad, recibió clases particulares de Literatura con Milla y Vidaurre junto con su primo; recién llegado a Guatemala en 1867, la nostalgia por su hogar, su familia y sus amistades de infancia era muy fuerte en una sociedad nueva y desconocida, en la que era solamente un pobre y desvalido estudiante con amargas incertidumbres sobre su futuro hacían que, aunque entendiera todo lo que explicaba Milla y Vidaurre, no pudiera expresarlo en palabras.
Se graduó en el mes de octubre de 1871, a la edad de 23 años.  Poco antes se había afiliado al partido liberal de ese país y había atacado al gobierno conservador del mariscal Vicente Cerna y Cerna desde el periódico El Centroamericano, del que fue cofundador. Cuando triunfó la Reforma Liberal en ese país, en junio de ese mismo año, desde El Centroamericano, apoyó la candidatura del general Miguel García Granados en el plebiscito que fue convocado para elegir al presidente del país entre García Granados y Justo Rufino Barrios, el otro caudillo liberal.

## Presidencia de Marco Aurelio Soto
| ¡Que pensar en el porvenir, desvalido, sin nombre y sin fortuna, es el dolor de los dolores, es un dolor infinito! —Ramón Rosa al recordar su época de estudiante en Guatemala |

En 1876 el gobierno conservador de José María Medina en Honduras se estaba desmoronando, principalmente con el escándalo de los empréstitos para la construcción del Ferrocarril Nacional de Honduras y el desaparecimiento de la política y representantes de Honduras en el extranjero. Los liberales hondureños solicitaban cambios en la administración pública del Estado. El presidente guatemalteco, viendo aquí la oportunidad de establecer un régimen liberal y afín a sus intereses de Unión Centroamericana en Honduras, propició la llegada de Marco Aurelio Soto como presidente, junto con su primo, el licenciado Ramón Rosa.
A principios de 1876, tras las elecciones en El Salvador en que resultó elegido Andrés del Valle, Barrios se reunió con éste en El Chingo, donde acordaron apoyar la invasión de Honduras para instalar al licenciado Marco Aurelio Soto, quien hasta entonces había fungido como ministro de Relaciones Exteriores y de Educación en Guatemala.  Barrios y del Valle se comprometieron a poner mil hombres para dicha causa, pero los hechos políticos se precipitaron en contra de Valle, debido a la desconfianza de Barrios Guatemala por la permanencia en el Gobierno del mariscal González, que fungía como vicepresidente luego de haber sido presidente antes que Valle.
Alegando que El Salvador había invadido Guatemala, se rompieron las relaciones diplomáticas; las acciones dieron inicio el 1.º. de abril de 1876, por medio de un bloqueo naval por parte del vapor «El General Barrios». Posteriormente, la invasión terrestre ingresó por el oriente donde el general guatemalteco Gregorio Solares derrotó en Pasaquina al ejército salvadoreño, tomando control de San Miguel y La Unión; en el frente occidental, tras varios enfrentamientos durante la Semana Santa, el Ejército guatemalteco debilitó a las fuerzas salvadoreñas al mando del mariscal González. Al verse en esta la situación el mariscal Santiago González envió al presidente Valle, a Jacinto Castellanos y a E. Mejía para negociar con Barrios, con quien llegaron a un Acuerdo de Paz en Chalchuapa el 25 de abril, bajo condición de que Valle dejara la presidencia y de que el mariscal González la dirección del ejército, dejando las plazas de Santa Ana y San Salvador a las fuerzas guatemaltecas.
y como uno de los compromisos adquiridos en Chalchuapa, Valle antes de abandonar la presidencia convocó a una Junta de Notables en Santa Ana para que ratificaran el acuerdo del 25 de abril y eligieran, de acuerdo con Barrios, quien asumiría la presidencia, debiendo el nuevo gobierno convocar a elecciones; en dicha Junta de Santa Ana se reunieron alrededor de doscientos salvadoreños incipientes cafetaleros, terratenientes, comerciantes, políticos, militares y juristas, quienes de acuerdo con Barrios eligieron como presidente al doctor Rafael Zaldívar.
Marco Aurelio Soto ingresó a Honduras con la ayuda de Barrios y se proclamó como el Vigésimo presidente de Honduras para el periodo de 1876 a 1880. Su ideólogo y ministro general fue Ramón Rosa, con quien emprenderían una ardua labor de transformar a la nación hondureña siguiendo los preceptos liberales que ya habían utilizado en Guatemala. La transformación se basó en los mismos principios que utilizó Barrios en Guatemala; la reorganización administrativa y jurídica de Honduras estuvo de la mano de una creciente apertura al capital extranjero, especialmente el de los Estados Unidos; el presidente Soto -dueño ya de una considerable fortuna- fundó junto con el empresario neoyorquino S. Valentine, la «Rosario Mining Company» en diciembre de 1879.
Rosa dio a la legislación y al sistema educativo la impronta de la filosofía positivista, lo cual se reflejó en el Código de Instrucción Pública (1882). Intentó atraer la inversión extranjera en la minería y la agricultura, después de que el proyecto de desarrollar una economía cafetalera nacional a gran escala no fructificara.

## Exilio y muerte
En 1882, con motivo de la muerte de José Milla y Vidaurre -quien fuera su profesor de Literatura en Guatemala a finales de la década de 1860-, Rosa escribió unos párrafos en que se muestra el estado de ánimo en el que se encontraba: «[En 1871], yo, joven y entusiasta, quédeme [en Guatemala] trabajando, en la escasa medida de mis fuerzas, alentado por ciega fe, cifrada en la regeneración social y política de Centroamérica.  ¡Qué de cosas han pasado! ¡Qué de transformaciones se han operado; y qué de desengaños han venido desde aquella época en que, apenas de salido de la escuela del Señor Milla, tuve ocasión de tomar alguna parte en la propaganda de las ideas que formaron el honroso programa de la revolución del 71!»
Cuando Marco Aurelio Soto se vio obligado a renunciar como presidente de la República en mayo de 1883 -por la presión de tropas guatemaltecas que su antiguo aliado, el general Justo Rufino Barrios, envió a la frontera- Rosa Soto se dirigió a Costa Rica y Guatemala. Estuvo en Alajuela, Costa Rica entre 1885 y 1886, En Guatemala se encontró con que las reuniones de literatos en casa del expresidente García Granados ya no ocurrían, pues el expresidente había fallecido en 1876 y no hubo quien siguiera con la organización de las mismas; no quedaban ni recuerdos de su influencia política de principios de la década de 1870 y la mayoría de sus antiguos amigos habían fallecido.  Casi solo, triste y sin esperanzas ya de resurgir, ordenó algunos documentos que originaron la biografía del general Francisco Morazán -que fue publicada muchos años después de la muerte de Rosa- y la de Manuel Diéguez Olaverri, editada en Guatemala y considerada una de las mejores biografías que se han escrito en ese país centroamericano.
Rosa retornó a Honduras hasta 1889, continuando su labor periodística con la fundación de la revista Guacerique. Rosa también propuso la organización del Partido Progresista en las Elecciones generales de Honduras de 1891, aunque el partido fue disuelto más adelante. Seguidamente comenzó una etapa de inestabilidad política en Honduras, liderada por el doctor Policarpo Bonilla quien más tarde fundaría el Partido Liberal de Honduras. Sin ningún nuevo éxito, su alcoholismo se exacerbó en sus últimos años y lo consumió totalmente, al punto de producirle una vejez prematura. Murió en Tegucipalpa en 1893, antes de cumplir sus cuarenta y cinco años. En sus funerales, Carlos Alberto Uclés y Rómulo Ernesto Durón pronunciaron los discursos de rigor y, en nombre del Colegio «El Porvenir», Froylán Turcios -entonces sólo un joven estudiante- recitó una composición en verso.

## Obras publicadas
Ramón Rosa sobresalió en el género del ensayo y biografía. Ejemplos de lo primero son:
- "Constitución Social de Honduras",[c]
- "Consideraciones Generales sobre la Independencia de Centro América",
- "Los Partidos Políticos",
- "Discurso de Apertura de la Universidad Central de Honduras",
- "Conciencia del Pasado"

Ejemplos de biografías:
- Biografía de Don José Milla y Vidaurre
- Biografía del Padre Reyes, Tegucigalpa, 1965,
- Biografía del Sabio José Cecilio del Valle, Tegucigalpa, 1965,
- Historia del Benemérito General Don Francisco Morazán, Tegucigalpa 1971.

En opinión de Rafael Heliodoro Valle, tanto Rosa como Soto fueron los estadista que dirigieron la transformación material e intelectual de Honduras de 1876 a 1883. Rosa creía en la libertad en función del progreso. Afirmó que “Rosa fue, sobre todo un hombre de estudio, un orador que se valía de la tribuna y un escritorio que utilizaba a la prensa para diseminar ideas y dar credenciales de su vocación de pensador".

## Reconocimiento póstumo
Su efigie se muestra en el billete de 500 Lempiras.

### Obras sobre Rosa
- Rosa, Marco Antonio (1976). Ramón Rosa, biografía novelada. Editora Honduras Industrial.

| Predecesor: Pedro de Aycinena | Ministro de Relaciones Exteriores de Guatemala Ministro de Educación de Guatemala 1873-1876 | Sucesor: Joaquín Macal             |
| Predecesor: No hubo           | Ministro General de Honduras 1876-1883                                                      | Sucesor: Consejo de Ministros 1883 |

- Datos: Q5556348